# Рожевий шум
Роже́вий шум (флі́кер-шум) — шум, спектральна густина якого змінюється з частотою f за законом 1/f.
Іноді рожевим шумом називають будь-який шум, спектральна густина якого зменшується зі зменшенням частоти.
Рожевий шум звучить, як водоспад. Він часто використовується для налаштування акустичних систем у професійному звуці. Рожевий шум є одним з найчастіше спостережуваних сигналів у біологічних системах.
Назва повʼязана з рожевим кольором шуму у спектрі видимого світла. Протилежністю є білий шум, інтенсивність якого є однаковою на всьому діапазоні частот.
|  |  |

## Визначення
|  |  |

У науковій літературі термін шум 1/f інколи вільно використовується для позначення будь-якого шуму зі спектральною щільністю потужності форми
{\displaystyle S(f)\propto {\frac {1}{f^{\alpha }}},}
де f – частота, а 0 < α < 2, зазвичай при α наближеного до 1. Одновимірні сигнали з α = 1, як правило, називаються рожевим шумом.
Наступна функція описує довжину {\displaystyle N} одновимірного рожевого шумового сигналу (гаусового білого шумового сигналу з нульовим середнім і стандартним відхиленням {\displaystyle \sigma }, яке було належним чином відфільтроване) як суму синусоїдальних хвиль з різними частотами, амплітуди яких падають обернено до квадратного кореня частоти {\displaystyle u} (так що потужність, яка є квадратом амплітуди, падає обернено з частотою); фази випадкові:
{\displaystyle h(x)=\sigma {\sqrt {\frac {N}{2}}}\sum _{u}{\frac {\chi _{u}}{u}}\sin({\frac {2\pi ux}{N}}+\phi _{u}),\quad \chi _{u}\sim \chi (2),\quad \phi _{u}\sim U(0,2\pi ).}
{\displaystyle \chi _{u}} – це незалежні та однаково розподілені гаусові випадкові величини, а {\displaystyle \phi _{u}} – рівномірні випадкові.
У двовимірному рожевому шумовому сигналі амплітуда за будь-якої орієнтації спадає обернено до частоти. Квадрат довжини рожевого шуму {\displaystyle N} можна записати як:
{\displaystyle h(x,y)={\frac {\sigma N}{\sqrt {2}}}\sum _{u,v}{\frac {\chi _{uv}}{\sqrt {u^{2}+v^{2}}}}\sin \left({\frac {2\pi }{N}}(ux+vy)+\phi _{uv}\right),\quad \chi _{uv}\sim \chi (2),\quad \phi _{uv}\sim U(0,2\pi ).}
Загальні шуми, подібні до 1/f α, поширені у природі і є джерелом інтересу в багатьох сферах. Шуми з α близько 1, як правило, походять із систем конденсованих середовищ у квазірівновазі, як описано нижче. Шуми з широким діапазоном α зазвичай відповідають широкому спектру нерівноважних динамічних систем. 
До джерел рожевого шуму належить флікерний шум в електронних пристроях. У своєму дослідженні дробового броунівського руху Мандельброт і Ван Несс запропонували назву дробовий шум (який іноді називають фрактальним) для опису 1/f α шумів, для яких показник α не є рівним цілим числом, або які є дробовими похідними броунівського (1/f 2) шуму.

## Опис
У рожевому шумі кожній октаві відповідає однакова енергія сигнала перешкоди. Однак, енергія рожевого шуму на кожному рівні частоти падає приблизно на 3 дБ на октаву. Білий шум на противагу має однакову енергію на всіх рівнях частоти.
Людська слухова система, що обробляє орієнтовно логарифмічні частоти, наближені до шкали Барка, не сприймає різні частоти з однаковою чутливістю; сигнали близько 1-4 кГц звучать найгучніше для заданої інтенсивності. Втім люди все ще легко розрізняють білий та рожевий шуми. 
Графічні вирівнювачі також розділяють сигнали на смуги логарифмічно і звітують про потужність завдяки октавам; аудіоінженери пропускають рожевий шум через систему, щоб перевірити, чи має вона плоскочастотну реакцію у спектрі інтересу. Системи, що не мають плоскочастотної реакції, можна вирівняти зворотнім фільтром, створеним за допомогою графічного еквалайзера. Так як рожевий шум зазвичай виникає у природних фізичних системах, він часто використовується в аудіовиробництві. Рожевий шум можливо обробляти, фільтрувати та/або накладати на нього ефекти з метою отримання бажаних звуків. Генератори рожевого шуму комерційно доступні.
Окремий параметр шуму, порівняння пікових складових енергії із середніми, або ж коефіцієнт амплітуди, є важливим для таких випробувальних цілей як підсилення потужності звуку та можливостей гучномовця, оскільки потужність сигналу є прямою функцією коефіцієнту амплітуди. Різні коефіцієнти амплітуди рожевого шуму можуть використовуватися в моделюванні різних рівнів стиснення динамічного діапазону в музичних сигналах. У певних цифрових генераторів рожевого шуму коефіцієнт амплітуди можливо задати. 

## Утворення

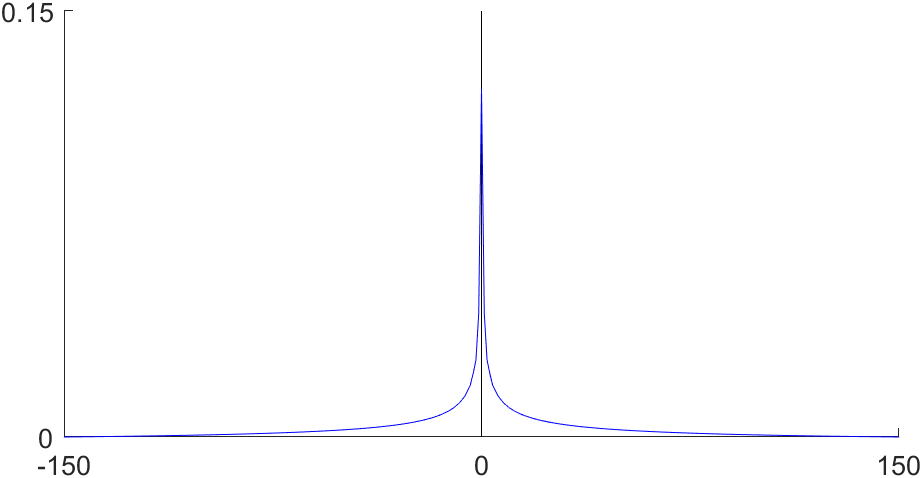
Просторовий фільтр, що згортається з одновимірним сигналом білого шуму з метою створення сигналу рожевого шуму

Рожевий шум можна згенерувати на компʼютері, створивши спершу сигнал білого шуму, здійснивши перетворення Фурʼє та розділивши амплітуди різних частотних компонентів на квадратний корінь частоти (в одному вимірі), або на частоту (у двох вимірах) тощо. Це дорівнює просторовій фільтрації (згортці) сигналу білого шуму за допомогою біло-рожевого фільтру. Для довжини  сигналу в одному вимірі фільтр має вигляд: 
{\displaystyle a(x)={\frac {1}{N}}\left[1+{\frac {1}{\sqrt {N/2}}}\cos \pi (x-1)+2\sum _{k=1}^{N/2-1}{\frac {1}{\sqrt {k}}}\cos {{\frac {2\pi k}{N}}(x-1)}\right].}
Програми Matlab доступні для створення рожевого та інших кольорових шумів в одному чи будь-якій кількості вимірів.